# Heinrich von Bünau (Historiker)

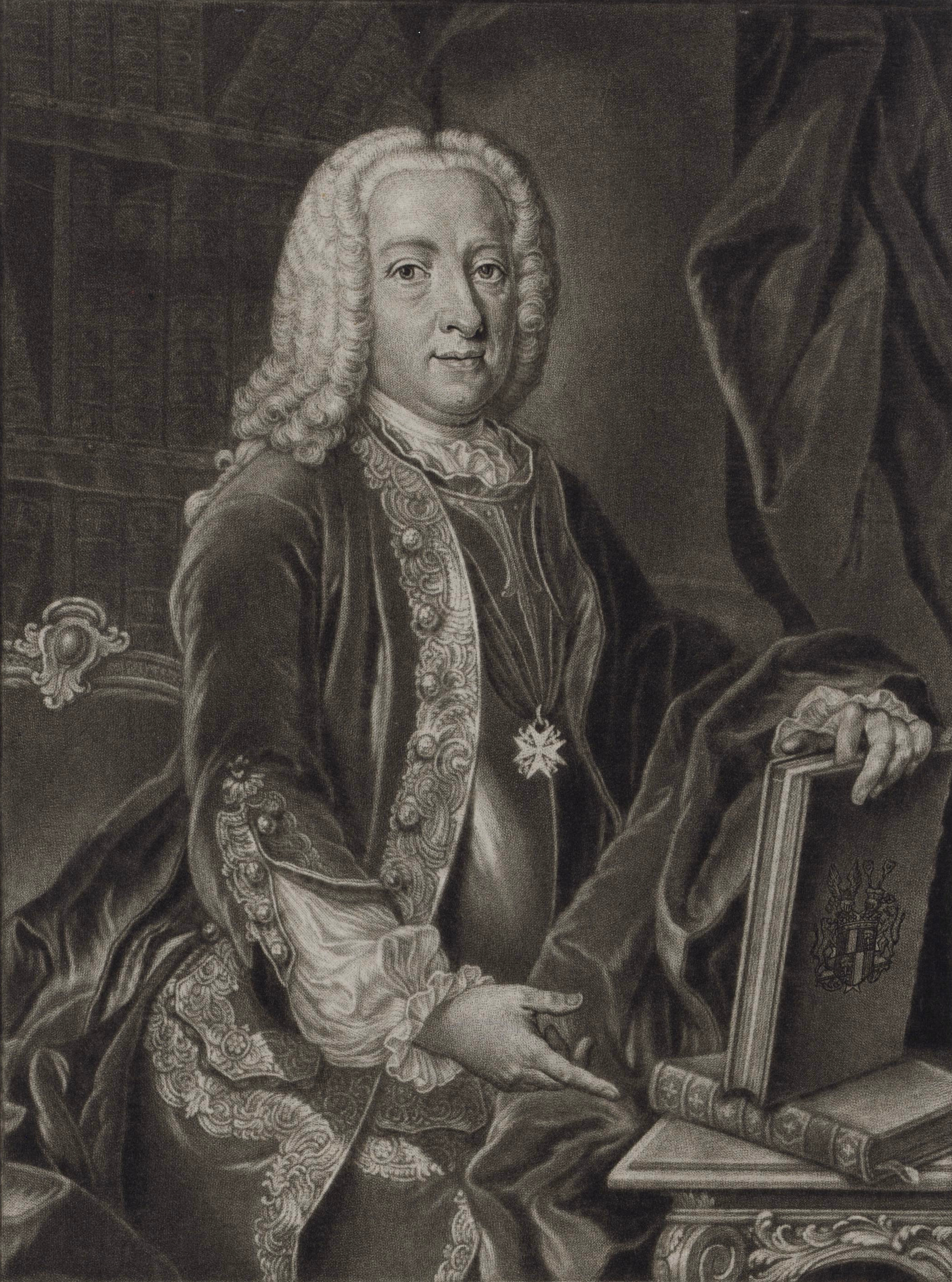
Heinrich von Bünau (1745)

Heinrich von Bünau, ab 1742 Graf von Bünau, (* 2. Juni 1697 in Weißenfels; † 7. April 1762 in Oßmannstedt) war ein deutscher Staatsmann und Historiker in der Zeit der Aufklärung.

## Leben
Er war der Sohn des kursächsischen Kanzlers Heinrich von Bünau (1665–1745). Beide wurden am 24. März 1742 gleichzeitig in den Reichsgrafenstand erhoben. Nach dem Studium an der Universität Leipzig trat er 1716 in den kursächsischen Staatsdienst ein und wurde Beisitzer beim Oberhofgericht Leipzig. Später wurde er Oberkonsistorialpräsident und Wirklicher Geheimer Rat. Ihn förderte der kursächsische Kabinettsminister Graf von Hoym, der Onkel seiner zweiten Ehefrau. Sein Vater ließ 1723 das Barockschloss Seußlitz erbauen. Nach dem Sturz Hoyms durch Graf Brühl wurde Heinrich von Bünau 1734 Oberaufseher der Grafschaft Mansfeld in Eisleben. 1741 trat er in den Dienst des Kaisers Karl VII. ein, der ihn zum Reichshofrat ernannte und als diplomatischen Gesandten im Ober- und Niedersächsischen Reichskreis einsetze. Nach dem Tod des Kaisers kehrte er 1745 nach Kursachsen auf sein Gut Schloss Nöthnitz bei Dresden zu wissenschaftlichen Studien zurück. 1751 wurde er obervormundschaftlicher Statthalter des Herzogtums Sachsen-Eisenach und 1756 Premierminister in Weimar und damit des Geheimen Consiliums. 1751 wurde er zum Ehrenmitglied der Göttinger Akademie der Wissenschaften gewählt. Er trat 1759 in den Ruhestand und verbrachte den Lebensabend auf seinem Gut Oßmannstedt bei Weimar.
Heinrich Graf von Bünau war Herr auf Dahlen, Domsen (ab 1723/25), Nöthnitz, Göllnitz, Oßmannstedt und Groß-Tauschwitz. Ihm gehörte auch das Rittergut Neusorge.

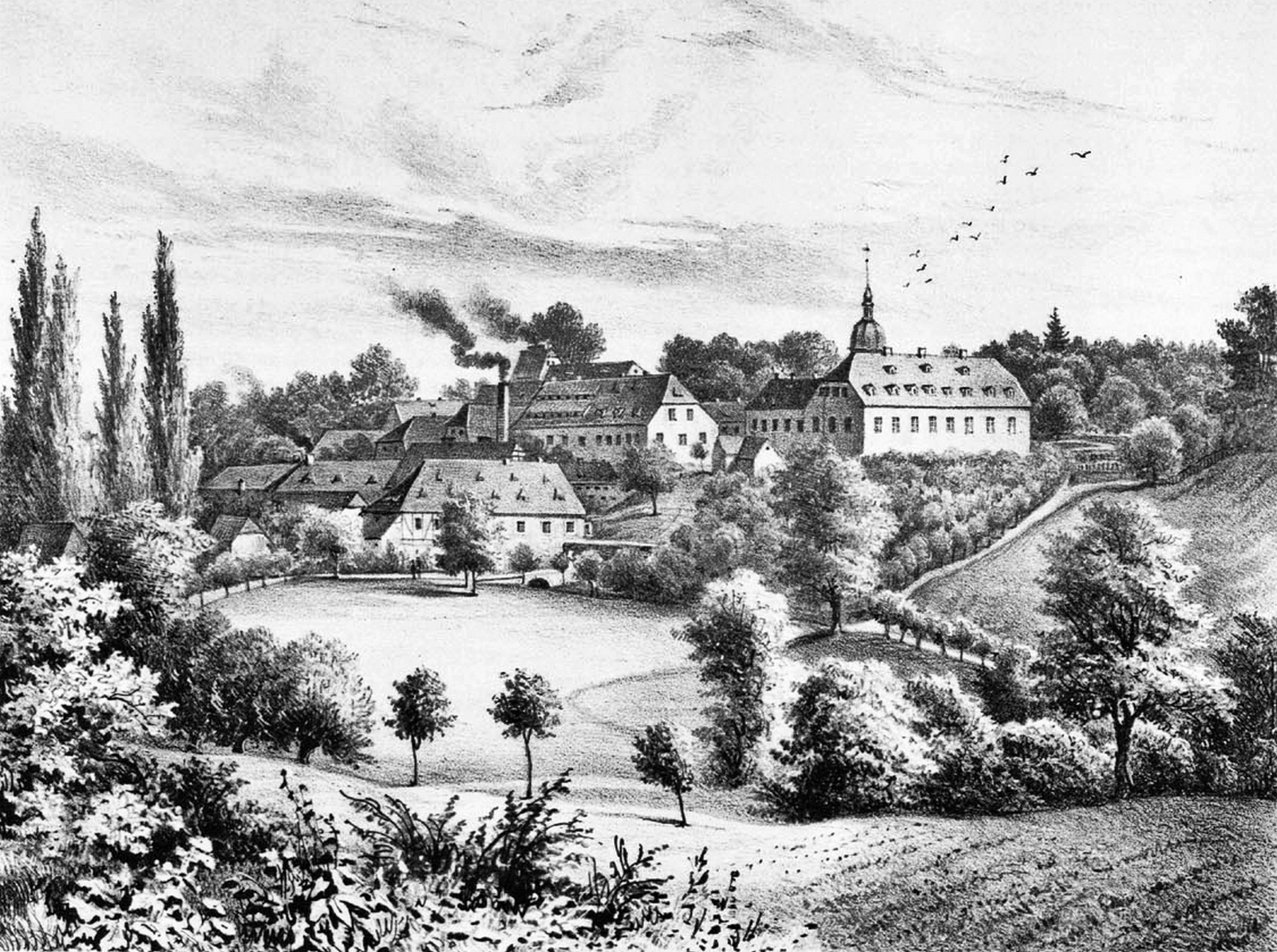
Schloss Nöthnitz (um 1850)

Bünaus Privatbibliothek umfasste etwa 42.000 Bände. Sie hatte ihren Standort zuerst in Dresden, dann in seinem Gut Nöthnitz und war öffentlich benutzbar. Die Bünauische Bibliothek war seinerzeit weit über Nöthnitz hinaus bekannt, sie gehörte zu den umfangreichsten Büchersammlungen in Sachsen.
Der Archäologe Johann Joachim Winckelmann aus Stendal arbeitete dort von 1748 bis 1754 als Bibliothekar. Er unterstützte Bünau bei seinem unvollendeten epochalen Geschichtswerk über die deutsche Kaiser- und Reichsgeschichte, deren letzter Band mit dem Tod Konrads I. im Jahr 918 abschließt, jedoch als Manuskript bis zu den Ottonen ging.
Sein ältester Sohn trug ebenfalls den Namen Heinrich; er veräußerte 1764 die Privatbibliothek seines Vaters für 40.000 Taler an Kurfürst Friedrich August III. Die ca. 42000 Bände und 149 Handschriften gelangten 1769 nach Dresden und wurden mit dem Bestand der Kurfürstlichen Bibliothek in Dresden (in direkter Rechtsnachfolge heute die Sächsische Landesbibliothek – Staats- und Universitätsbibliothek Dresden (SLUB)) vereint. Von 1991 bis 2009 existierte auf Schloss Nöthnitz ein Museum mit Studienstätte, die dem Gedenken an Winckelmann und Bünau gewidmet war.

## Familie
Er war mehrfach verheiratet. Seine erste Frau wurde am 5. Juni 1721 Auguste Helene von Döring (* 15. November 1706; † 5. November 1728). Nach ihrem Tod heiratete er am 23. November 1729 die Gräfin Erdmuthe Frederike von Hoym (* 24. April 1712; † 30. Dezember 1742), die Ehe wurde 1736 geschieden. Danach heiratete er am 24. Juni 1739 Christine Elisabeth von Arnim (* 18. Februar 1699; † 29. August 1783), Herrin auf Röthnitz und Rosentitz. Er hatte zwei Söhne aus erster Ehe:
- Heinrich (* 20. Juni 1722; † 29. August 1782), Wirklicher Geheimer Rat, Reichstagsgesandter  ⚭ 1753 Gräfin Frederike Sophie von Degenfeld-Schonburg (* 5. April 1723; † 7. Dezember 1789)
- Günther (* 10. Januar  1726; † 11. März 1804), Herr auf Dahlen, französischer Oberst der Kavallerie

⚭ 1766 Johanna Erdmuthe von Schönfeld († 12. Februar 1779)
⚭ 1781 Erdmuthe Magdalena von der Sahla (* 31. August 1750; † 7. September 1836)
mit Gräfin Erdmuthe Frederike von Hoym :
- Frederike Henriette († 1766) ⚭ 1759 David Murray, 2nd Earl of Mansfield
  - Elizabeth Murray  ⚭ 1785 George Finch Hatton
    - George Finch Hatton, 10th Earl of Winchilsea and 5th Earl of Nottingham.

## Verwechselbarkeit der Namensträger
Aufgrund eines Familiengesetzes der Familie Bünau, das bereits im 12. Jahrhundert in Kraft war, durften für männliche Nachkommen nur die Vornamen Günther, Heinrich oder Rudolph verwendet werden. Es gibt deshalb innerhalb der weit verzweigten Sippe zahlreiche Personen mit dem Namen Heinrich von Bünau. Dies führte in der bisherigen Geschichtswissenschaft nicht selten zu falschen Personenzuordnungen. So wurde in der sächsischen Landesgeschichtsschreibung Heinrich Graf von Bünau mehrfach mit seinem gleichnamigen Vater, dem Kanzler am Dresdner Hof, verwechselt.

## Werke (Auswahl)
- Probe einer genauer und umständlichen Teutschen Kayer- und Reichshistorie oder Leben und Thaten Friedrichs I. Römischen Kaysers. 1722
- Genaue und umständliche teutsche Kayser- und Reichshistorie aus den bewährtesten Geschichtsschreibern und Urkunden zusammengetragen. Vier Bände. 1728–1743.
  - Band 1, Leipzig 1728 (Volltext)
  - Band 2, Leipzig 1732 (Volltext)
  - Band 3, Leipzig 1739 (Volltext)
  - Band 4, Leipzig 1743 (Volltext)
  - Johann Joachim Winckelmanns eigenhändige Exzerpte zur Geschichte Ottos I. und Heinrichs II.: SLUB Dresden, Mscr.Dresd.App.1720–1724.a (Digitalisat)
- Kurze, jedoch gründliche, Information, was es um des Chur und Fürstl. Haußes Sachsen Gerechtsamen an den verledigten Hertzogthümern, Graff und Herrschafften Jülich, Cleve und Berg etc. für eine Bewandnüß habe. Dresden und Leipzig 1733 (Digitalisat)
- (gemeinsam mit Johann Michael Francke) Catalogus bibliothecae Bunavianae. Drei Bände.
  - Band 1, Leipzig 1750 (Volltext).
- Historie des Kriegs zwischen Frankreich, England und Teutschland. Vier Bände. 1763–1767.
- Betrachtungen über die Religion und ihren itzig Verfall. Post mortem herausgegeben von Johann Friedrich Burscher mit Lebenslauf, Genealogie und Werkeverzeichnis Bünaus. Leipzig 1769 (Volltext).